# 水城凪
水城 凪（みずき なぎ、1983年12月24日 - ）は、日本のグラビアアイドル。アイリッシュ系アメリカンのクォーター。14歳よりファッションモデルとして活躍後、グラビアに転向。

## 人物・略歴
14歳の時にモデル事務所にスカウトされた。
その後スチールやレースクイーン、様々なファッションショーに出演。
バストの大きさなどの問題によりグラビアに転向。
セルフで撮る画像も、ブログ内で紹介されていた。

## 出演
- 日刊ゲンダイ@失礼します。

総合ランキング2位
ブログランキング1位
- OL撮影会のモデルとして活躍していた。(現在脱退）

人気のため、募集とすぐに枠が埋まってしまう人気であったが現在脱退、消息不明。
体調不良かと思わせるブログの内容もあったが、あくまで本人は監禁と表現。
アメーバブログ内では0時丁度にアクセスする通称”シンデレラペタ”と呼ばれるものが現象化。
- 京都ポートジャム撮影会　（2009年8月15日）

活動場所を近畿地方へ移している。
9月よりブログが再び閉鎖された。